# Darren Almond
Darren James Almond (* 1971 in Appley Bridge, Lancashire, England) ist ein in London wohnhafter Konzeptkünstler in den Bereichen Fotografie, Film und Bildhauerei.

## Leben
Darren Almond erwarb einen Bachelor-Abschluss in Bildender Kunst an der Winchester School of Art im Süden Englands im Jahr 1993. Er arbeitete zunächst in verschiedenen Medien, vor allem mit Fotografie und Film, um die Auswirkungen der Zeit auf das menschliche Individuum zu erkunden.
1997 nahm Almond an der Young-British-Artists-Ausstellung Sensation teil, wo Werke aller bedeutenden jungen britischen Künstler gezeigt wurden. 2003 vertrat er auf der Biennale von Venedig Großbritannien. Mit Einzelausstellungen wurde Almond in der Tate Gallery und in der Nicola Trussardi-Stiftung gewürdigt. 2012 zeigte das Museum Folkwang zusammen mit David Claerbout und Anri Sala einige seiner Filminstallationen. Der Künstler wird von der Matthew Marks Gallery in New York vertreten. In Berlin vertritt ihn die Galerie Max Hetzler.

## Ausstellungen
- 2016: Darren Almond. Schatten und Licht. Fotografie und Film. Sinclair-Haus, Bad Homburg.